# Don (film 1978)
Don è un film del 1978 diretto da Chandra Barot

## Trama
Uno spietato gangster di nome Don viene ucciso durante una colluttazione con la polizia. Poiché solo il DSP D'Silva è a conoscenza di questo incidente, recluta un'altra persona di nome Vijay che è un'immagine di Don. Vijay viene piazzato al posto di Don nella banda di quest'ultimo e DeSilva ha un piano per catturare l'intera banda in questo modo. Ma quando DeSilva muore durante un raid, con lui viene sepolto alche il segreto che Vijay non è Don. Ora lui è in fuga dalla polizia e dalla banda criminale e vuole trovare l'ultima prova per dimostrare la sua vera identità prima che sia troppo tardi.

## Colonna sonora

### Tracce
1. Kishore Kumar – Main Hoon Don – 4:45
2. Kishore Kumar – Yeh Hai Bombay Nagaria – 5:53
3. Kishore Kumar – Khaike Pan Banaraswala – 3:57
4. Lata Mangeshkar, Kishore Kumar – Jiska Mujhe Tha Intezar – 4:20
5. Asha Bhosle – Yeh Mera Dil – 4:18

## Remake
Del film sono stati realizzati quattro remake:
- Yugandhar (1979)
- Billa (1980)
- Shobaraj (1986)
- Don: The Chase Begins Again, regia di Farhan Akhtar (2006)